# Bibliothèque nationale Juan-Ramón-Molina
La Bibliothèque nationale Juan-Ramón-Molina (en espagnol : Biblioteca Nacional Juan Ramón Molina) est la bibliothèque nationale du Honduras. Elle contient plus de 40 000 volumes. Elle constitue une institution publique gérée par le ministère de la Culture, des Arts et des Sports dont le but est de conserver, répertorier et classifier un maximum d'ouvrages honduriens et étrangers.

## Histoire
La bibliothèque est établie le 27 août 1880 par son fondateur, le docteur Antonio R. Vallejo, ainsi que par des promoteurs, parmi lesquels figure Marco Aurelio Soto et le docteur Ramón Rosa. Le 11 février, elle reçoit l'agrément autorisant sa construction avec un capital de départ de 1 000 pesos honduriens. En 2009, elle prend le nom du poète Juan Ramón Molina.